# Subtraktion
Subtraktion (også kaldet fratrækning, trække fra eller fradrage) er en aritmetisk operation, der symboliseres med tegnet "minus" (-). Subtraktion er knyttet til addition således, at hvis a+b=c, så er c-b=a og c-a=b. Resultatet af en subtraktion kaldes differensen eller forskellen.
En subtrahend er det tal, som skal subtraheres (trækkes fra) et andet. Eksempelvis er a subtrahenden i c-a=b. I førnævnte eksempel vil c være minuenden.
I modsætning til addition og multiplikation er operandernes orden ikke ligegyldig. Med matematiske ord siger man at subtraktion hverken er kommutativt eller associativt. Betragt følgende eksempler:
{\displaystyle 5-2=3\quad ,\quad 2-5=-3} (ikke kommutativ)
{\displaystyle (5-2)-1=2\quad ,\quad 5-(2-1)=4} (ikke associativ)